# Anatella flavicauda
Anatella flavicauda är en tvåvingeart som beskrevs av Johannes Winnertz 1863. Anatella flavicauda ingår i släktet Anatella och familjen svampmyggor. Arten är reproducerande i Sverige. Inga underarter finns listade i Catalogue of Life.